# 舊金山金融區
金融區（英語：Financial District）是美國加利福尼亞州舊金山的一個街區，也是舊金山主要的中央商務區。據美國人口普查數據，2012年至2016年，這裡提供了372,829工作崗位。這裡是是舊金山最大的企業總部、律師事務所、保險公司、不動產公司、金融機構聚集地。舊金山的六家财富美国500强公司—麥克森公司、富國銀行集團、蓋璞、嘉信理財集團、太平洋瓦電公司、賽富時的總部均位於該地區。這一地區有「FiDi」的暱稱。
眾多摩天大廈是金融區的地標。舊金山最高的建築加利福尼亞街555號和泛美金字塔、加利福尼亞街101號、加利福尼亞中心345號等建築位於這一地區。傳統上這一地區的中心是蒙哥馬利街，有「西部華爾街」之稱。
1980年代之後，由於對摩天大樓的管制，新的開發項目轉移到附近的市場南地區。這一地區被不動產開發商稱為南金融區（South Financial District），或被視為金融區的一部分。

## 歷史
在西班牙和墨西哥統治時期，該地區曾是一個港口，名為Yerba Buena Cove。此外這裡還有一個名為芳草地的居民點，用以支援軍人和聖方濟各傳教站。1835年，第一次有人口在Yerba Buena Cove定居。並在1839年進行了城鎮規劃調查。
淘金熱潮使得芳草地吸引了眾多人口，並稱為西海岸的金融中心。但在1906年舊金山大地震時，該地區完全被毀。1910年，這一地區的大部分重建為低層磚石建築，高度大多僅有6至12層。1920年代後期，這裡修建了數座哥德復興式建築高層建築，高度達300至400英尺，包括標準石油大樓、拉斯大樓、亨特-杜林大樓、殼牌大樓和太平洋電話大樓。

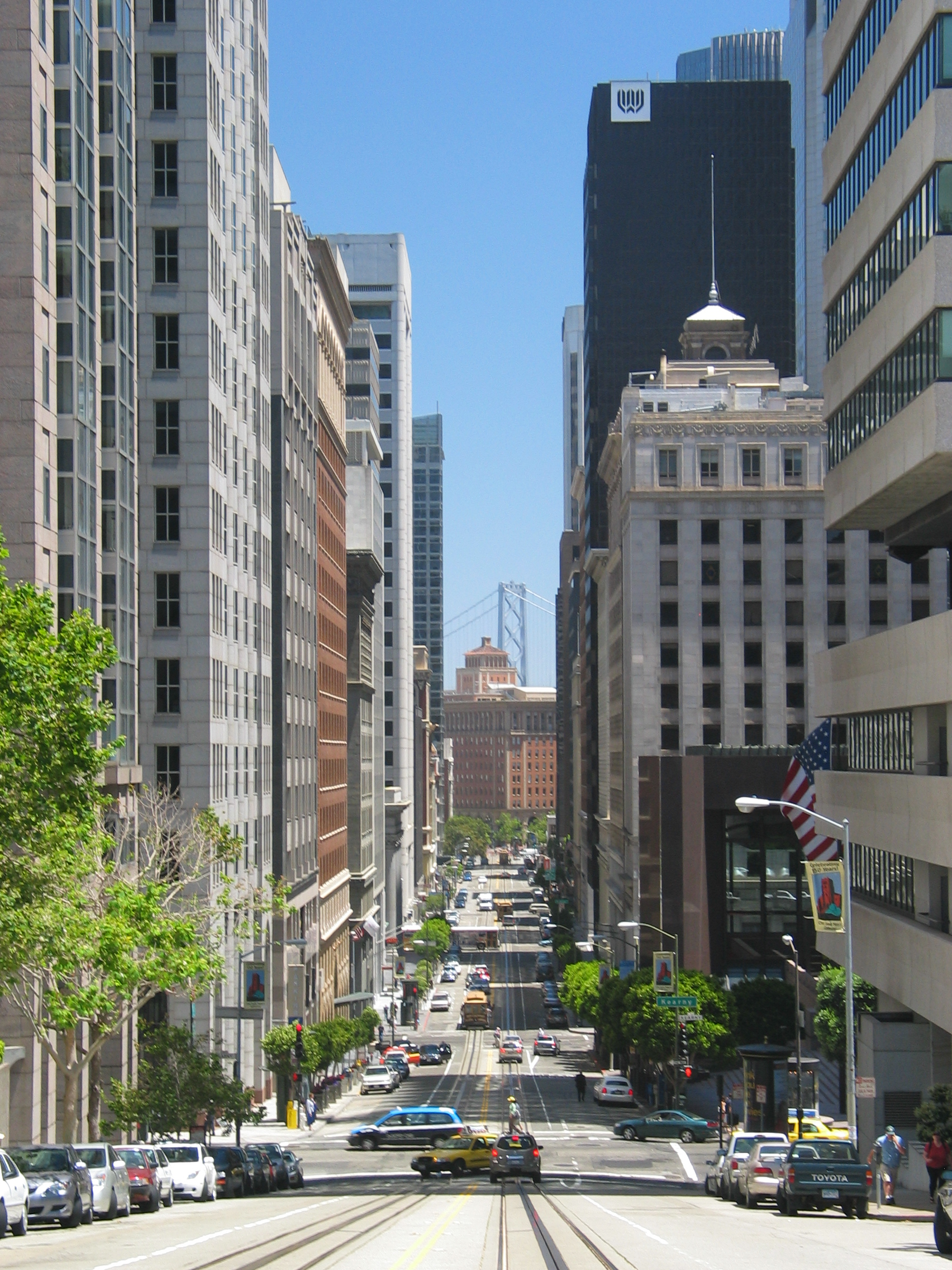
金融區，向東望加利福尼亞街

由於大蕭條的爆發和加州的限高令，金融區曾長期少有新建建築。直到1950年代後期，該區域仍以低層建築為主。但隨著新的建築技術和耐震工程的導入，限高令被解除，促成了修建摩天大廈的熱潮。這一熱潮在1980年代黛安·范士丹市長執政時期加速。而她的批評者則稱這是曼哈頓化。最終這些反對意見導致舊金山對全市實施嚴格的歐洲式限高。

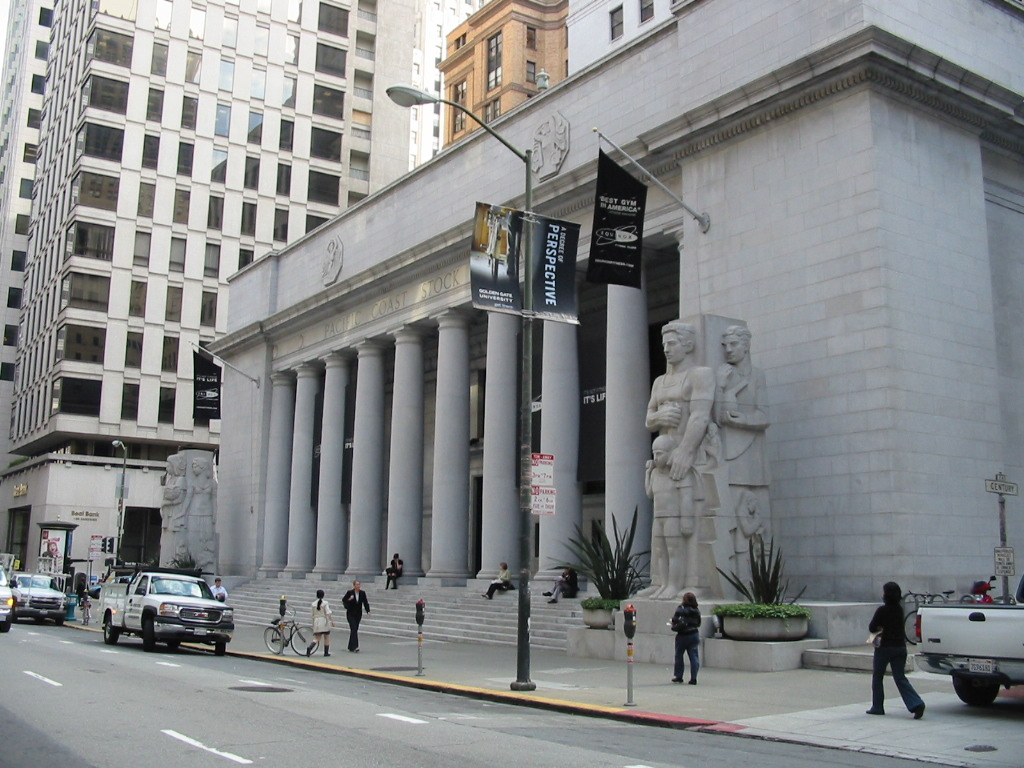
舊太平洋證券交易所

由於限高令和缺乏空地，1980年代之後，該地區新的開發項目轉移至市場南地區。為了鼓勵這一地區的開發並籌集更新舊金山跨灣轉運站的資金，市場南地區放開了高度限制。因此1980年代之後，這一地區新的高層建築幾乎都修建在市場南地區，包括JP摩根大通大樓、傳教街555號、第二街101號、舊金山四季酒店、帕拉蒙大樓和千禧塔。

## 特徵

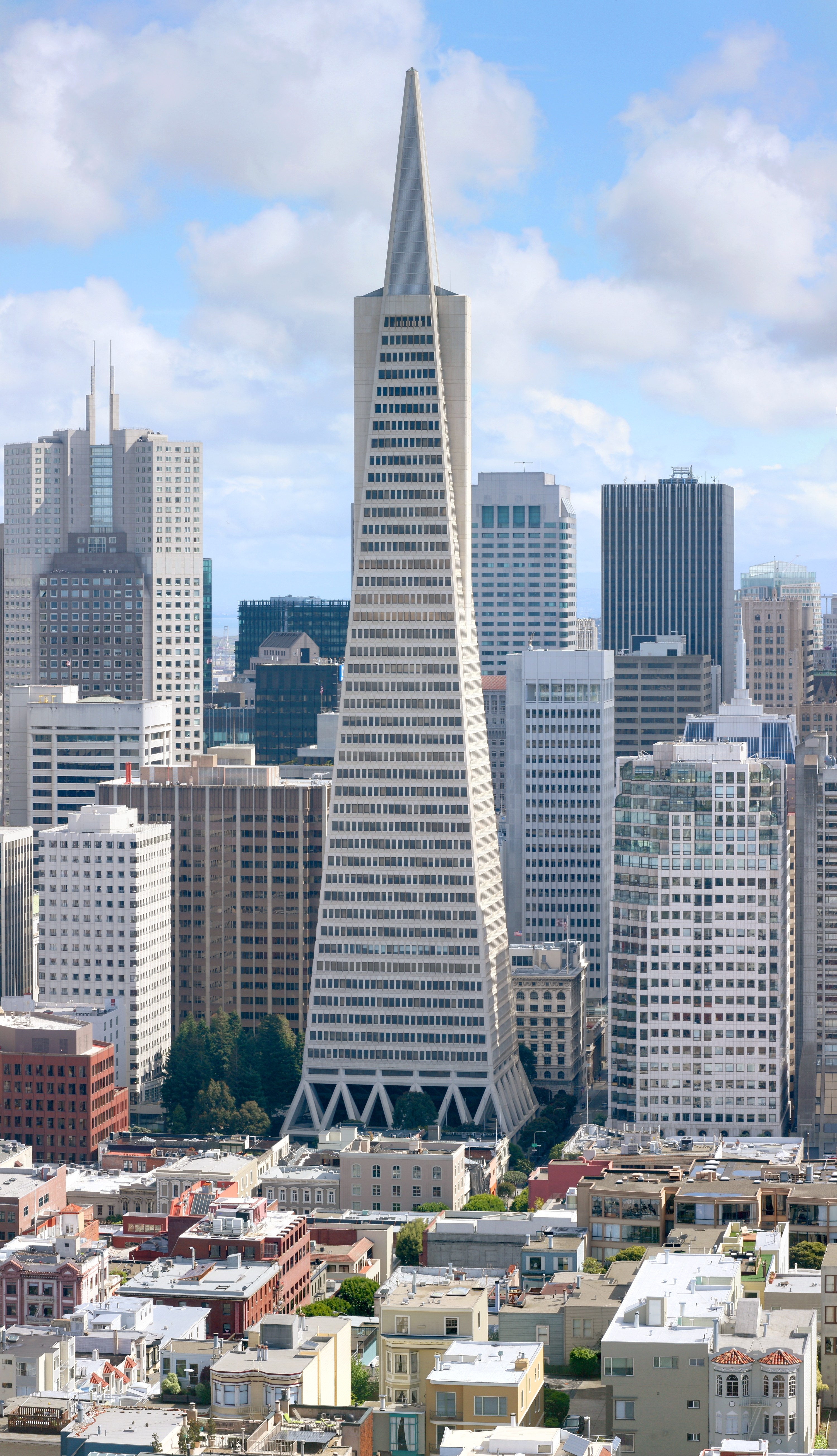
泛美金字塔在1972年至2017年是舊金山最高的建築，後被Salesforce塔超過

這一地區聚集了眾多公司總部，包括舊金山的六家财富美国500强公司—麥克森公司、富國銀行集團、蓋璞、嘉信理財集團、太平洋瓦電公司、賽富時。此外比奇特尔公司、MUFG聯盟銀行、加州藍盾、Levi's、金普頓酒店及餐廳、URS公司、西部銀行等公司的總部也設在這裡。美國銀行、泛美公司、雪佛龍、Visa公司等企業則曾將總部設在這裡。美國聯邦儲備委員會第12區的總部也位於這裡。

## 外交機構
有多個國家在金融區設有領事館，包括法國、巴西、瓜地馬拉、日本、盧森堡、墨西哥、愛爾蘭共和國、荷蘭、新加坡和英國。金融區內還設有香港經濟貿易辦事處，以及台北經濟文化代表處。

## 外部連結
- 维基导游上有關Union Square-Financial District的旅行指南
- Tourist info about the Financial District including photos
- Mechanics' Institute Library and Chess Room （页面存档备份，存于）
- Flexible Office Space in FiDi, San Francisco （页面存档备份，存于）